# Cherry picking

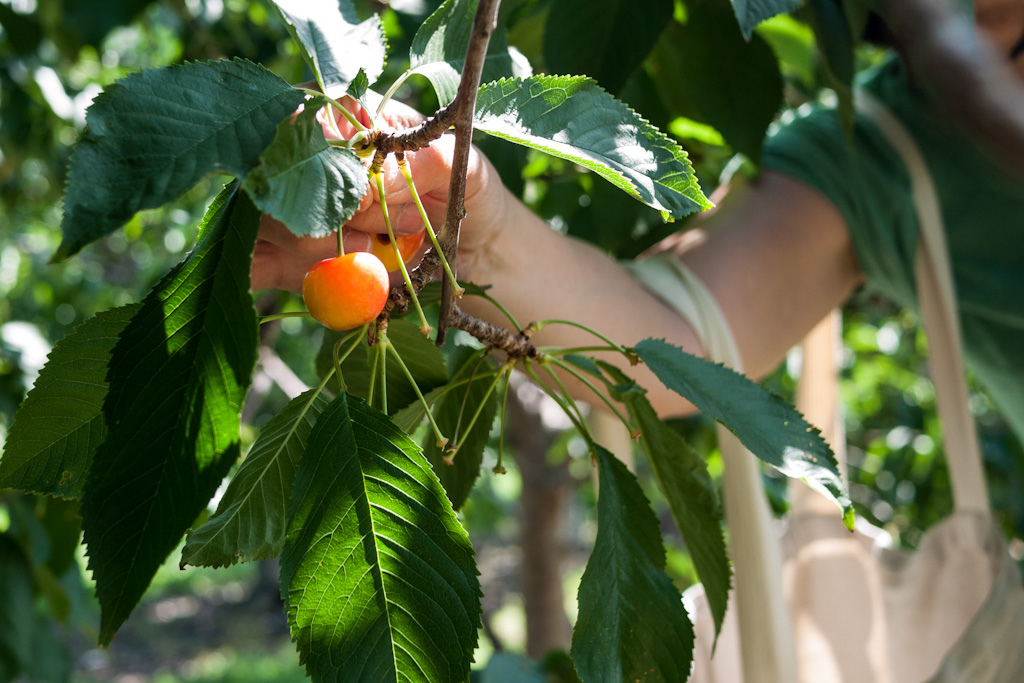
El cherry picking es pot trobar en moltes fal·làcies lògiques.

La fal·làcia de prova incompleta, supressió de proves, o per la seva designació en anglès cherry picking (literalment 'recol·lectar cireres': seleccionar "el millor" o "el pitjor" d'alguna cosa, o bé, seleccionar alguna cosa "a mida"), és l'acció de citar casos individuals o dades que semblen confirmar la veritat d'una certa posició o proposició, alhora que s'ignora una important quantitat d'evidències de casos relacionats o informació que pot contradir la proposició. És un tipus de fal·làcia d'atenció selectiva, l'exemple més comú és el biaix de confirmació. És possible que aquesta fal·làcia es realitzi sense una intenció real d'enganyar.
El "cherry picking" té una connotació negativa, ja que suprimeix directament l'evidència que podria conduir a una imatge més completa dels fets que es discuteixen.

## Descripció
El concepte "cherry picking" es basa en l'acció duta a terme quan en el procés de collita de fruites, com ara les cireres, es recullen només les fruites més saludables i més madures. Un observador que tan sols vegi la fruita recollida pot concloure per tant, erròniament, que la major part, o fins i tot la totalitat, de la fruita de l'arbre està en bon estat de la mateixa manera. Paral·lelament pot expressar també l'acció de recollir només el fruit que és més a l'abats de la má i de collita fàcil, sense tenir en compte l'altra fruita que està més amunt de l'arbre i, per tant, més difícil d'obtenir. Ambdós casos poden donar una falsa impressió de la qualitat de la fruita, ja que només és la mostra d'una part i, per tant, no és una mostra representativa.
Aquesta fal·làcia es pot observar en nombroses fal·làcies lògiques. Per exemple, la fal·làcia de "la prova anecdòtica" tendeix a no considerar grans quantitats de dades en favor d'aquella evidència que es coneix personalment, "l'ús selectiu de l'evidència" rebutja el material desfavorable a l'argument propi, mentre que la falsa dicotomia tria només dues opcions quan en realitat la quantitat d'alternatives disponibles és major.

## Camp de la ciència
El "cherry picking" és un dels aspectes que destaquen a la teoria del negacionisme epistemològic, i és utilitzat en moltes ciències negacionistes per contradir descobriments científics. Per exemple, en el cas del negacionisme del canvi climàtic; els partidaris utilitzen la tècnica per negar els efectes nocius a la salut. També en altres casos com la negació del tabac com nociu o el tabaquisme passiu.
El fet de seleccionar informació i prendre decisions, suposa emfatitzar en els resultats amb una posició determinada i llavors ignorar qualsevol altra. Aquesta practica és la base de la pseudociència.

## Camp de l'argumentació
En l'argumentació, la pràctica s'aplica al concepte "extracció de cites". És una forma de selecció selectiva, en la qual se seleccionen algunes cites que donen suport a només una posició, mentre que ignora aquelles que no.
L'extracció en els debats és un gran problema, ja que els fets en si mateixos són veritables, però primer s'han d'haver posat en context. Els fets o cites seleccionats normalment es mantenen en el corrent del públic i, fins i tot quan es corregeix, intenten la tergiversació dels receptors.

### Argument unilateral
Un argument unilateral és una fal·làcia informal que es dona quan només es proporcionen les raons que donen suport a una proposició, mentre que totes les raons que s'oposen a ella s'ometen.
Peter Suber, filòsof, va dir :
"La fal·làcia de la unilateralitat no invalida un argument. O potser no faci que l'argument sigui erroni. La fal·làcia consisteix a persuadir els lectors, i potser a nosaltres mateixos, que hem dit prou per inclinar l'escala de No obstant això, si hem estat unilaterals, llavors encara no hem dit prou per justificar un judici. els arguments de l'altre costat poden ser més forts que els nostres. no ho sabrem fins que les examinem. llavors, la fal·làcia d'unilateralitat no vol dir que les seves premisses siguin falses o irrellevants, només que estan incompletes ".
"Amb els missatges racionals, ha de decidir si voleu utilitzar un argument unilateral o un argument bilateral. Un argument unilateral només presenta el costat a favor de l'argument, mentre que un argument bilateral presenta banda i banda. El que facis servir dependrà de quin s'adapti a les teves necessitats i al tipus d'audiència. En general, els arguments unilaterals són millors amb audiències que ja estan a favor del teu missatge. els arguments de dues cares són millors amb audiències que s'oposen al teu argument, són millor educats o ja han estat exposats a arguments en contra ".
Aquesta tècnica busca manipular la percepció del receptor sobre un tema. Això s'aconsegueix mitjançant l'omissió de mitjans o l'ús de testimonis unilaterals. La tècnica s'utilitza sovint en discursos persuasius de candidats polítics per desacreditar els seus oponents.